# SUGIZO
SUGIZO（スギゾー、1969年〈昭和44年〉7月8日 - ）は、日本のロックミュージシャン、音楽プロデューサー。LUNA SEA、X JAPAN及びTHE LAST ROCKSTARSのギタリスト・ヴァイオリニスト。愛称は「スギちゃん」、「スギ様」

## 経歴
- 1989年 - LUNACYに加入。
- 1992年 - LUNA SEAのギタリストとして、2ndアルバム『IMAGE』でメジャー・デビュー。
- 1996年 - 自身がパーソナリティを務めるラジオ番組「ΕΛΕΥΘΕΡΙΑ（エレフセリア）」がスタート（ギリシャ語で「自由」の意）。番組では、古今東西の良質な音楽を紹介。オープニングテーマはDJ SHADOWの「Changeling」。
- 1997年 - 渡英。ソロ・プロジェクトのレコーディングに着手する。自身のレーベル「CROSS」を発足（候補として、他にアカシックレコードなどが挙がっていた）。
  - 7月 - シングル「LUCIFER」でソロ・デビュー。以降、この年にリリースされる一連のマテリアルには、全てリミックス盤（「レプリカント」シリーズ）を用意。PeshayやArtemis、Fabio、Grooveriderなど、当時のドラムンベースシーンを彩ったアーティストが集結。
  - FOOL'S MATEのバックアップを受けて、自らが主宰するクラブイヴェント、ABSTRACT DAYを開催。全国を廻る。国内外の気鋭ミュージシャンを招いて、多種多様な音楽ジャンルが交差（クロス）する空間を演出。
  - FUJI ROCK FESTIVALへ出演する予定が台風の直撃を受け、運営判断により開催中止となる。
  - 8月 - 赤坂BLITZにて、自身が尊敬するミュージシャンDJ KRUSH、土屋昌巳、元ジャパンのメンバーらを招いて行われたクロスオーヴァーなクラブ・ツアーABSTRACT DAYファイナルを迎える。
  - 11月 - 1stオリジナル・アルバム『TRUTH?』リリース。坂本龍一、ミック・カーン、ルイーズ・ローズ（ラム）、ヴァレリー・エティエンヌ（ガリアーノ）ほか、多彩なゲストミュージシャンが参加。
- 1998年 - LUNA SEAでの活動を再開。
  - 3月 - エレフセリアがBayFMの番組改編に伴い終了。翌月よりJ-WAVEにてEIN SOF（アインソフ）をスタート。
- 1999年 - 初のレーベル・コンピレーション・アルバム『GRAND CROSS 1999』リリース。レーベルメイトである土屋昌巳、JBK（元ジャパンのメンバーによるトリオ）らの楽曲を収録。
- 2000年 - 東京ドームでのライブをもって、LUNA SEA終幕。
- 2001年 - オフィシャルファンクラブ「SCUZZ」（現「SOUL'S MATE」）発足。
  - 映画「Soundtrack」で初主演。
  - H・アール・カオスの舞台「垂直の夢」の音楽監修を手掛ける。
  - COLDFEETのLori Fineらを迎えて結成した自らのバンドSUGIZO&THE SPANK YOUR JUICEを率いて、全国ツアーを行う。
- 2002年 - サイケデリック・ダブ・ジャム・バンドSHAGを結成。
- 2003年 10月 - 2ndソロ・アルバム『C:LEAR』リリース。
- 2004年 3月 - Shibuya O-EASTでのライブをもって、SUGIZO&THE SPANK YOUR JUICEが無期限活動休止。
  - 7月 - ユニットThe FLAREをYUNAと結成、活動を開始。
- 2005年 5月 - SUGIZO主宰のクラブ・イベントNEO ASCENSION GROOVE!!を開始。
- 2006年 2月 - The FLAREがオリジナル・アルバムをリリース。3月、Shibuya O-Eastでのライブをもって、同ユニット活動終了。また、この時期からエレクトリック・トランペットの巨匠、近藤等則と活動を活発化させる。
  - 12月 - YOSHIKIとGACKTが、2007年に始動させる新バンドS.K.I.N.に、雅-miyavi-と共にギタリストとして参加することが決定。
- 2007年 12月 - リミックス・アルバム『SPIRITUARISE』リリース。それに伴い、自身の新レーベル「Sephirot」を発足。
  - 24日 - LUNA SEAが、一夜限りの再結成。
- 2008年 3月 - 東京ドームでのX JAPAN復活ライブに、サポート・ギタリストとして参加し[5]、HIDEのパートを担当。
  - 4月 - ジュノ・リアクターのアメリカ・ツアーに、ギタリストとして帯同。
  - 5月4日 - hide memorial summit（Day2）に、LUNA SEAのメンバー及びX JAPANにはサポート・ギタリストとして出演。
  - 7月 - 10年に及ぶソロ活動の軌跡を集積したライフワーク・アルバム『COSMOSCAPE』リリース。
  - 12月19日 - SHIBUYA-AXにてソロ・ライブ「SUGIZO GIG 2008 〜RISE TO COSMIC DANCE〜」開催。
- 2009年 - X JAPAN初の香港公演である1月16日「破壊の夜 Extra」、1月17日「破壊の夜 in HONG KONG」に、サポート・ギタリストとして参加。
  - 5月 - X JAPANに正式加入[5]。
  - 12月 - ソロ初の日本国外公演を成功させる[5]。配信限定シングルの連続リリースを開始。
- 2010年 GACKT主演の舞台「眠狂四郎無頼控」の音楽監督を担当。
- 2011年 2月 - Violet UKに正式加入[6]。
- 2014年 4月11日 - 29日 舞台「海峡の光」の音楽を担当。
- 2018年 4月 - サントリー「ペプシ Jコーラ」のCMに出演。“怪物舞踏団”の一員として石川さゆり・KenKen・DJ RENA・にゃんごすたーと共演。また、CM使用曲の作曲も担当[7]。
- 2022年 11月 - YOSHIKI・HYDE・MIYAVIの3人と「THE LAST ROCKSTARS」の結成を発表[8]。

## 人物
神奈川県秦野市出身。神奈川県立伊勢原高等学校卒業。身長175cm。血液型はO型。
出生時の本名は「杉原 康弘」だが、2度改名しており、1度目の改名では杉原 悠、現在は杉原 有音（すぎはら ゆうね）。
妹にシンガーソングライターの彩月がいる｡

### 音楽
両親がオーケストラ（東京都交響楽団）の団員という音楽一家に生まれ（父親はトランペット、母親はチェロ）、3歳の頃からヴァイオリンを学ぶ。篠崎功子に師事。
中学1年（13歳当時）の時にYMOとジャパンとRCサクセションを聞き、これが初めてのロックとの出会いとなる。「これだ」と直感的に感じたのと同時に、音楽でやっていきたいという思いが湧き起こり、頭の中には既にステージに立っている自分の姿すら浮かんでいて、プロになりたいというところまで考えが及んでいた。その後、パンクが好きになり、「パンクスもどきの真似小僧」になり、高校1年生の時は何もしないで遊んでいた。フラフラ遊びながらも、「俺は何をしたいのかな」と悩み、最終的に行き着いたのが音楽だった。高校2年生の時からは「ギター一辺倒」で、当時は「これをやりたい」という音楽がなかったのと、たまたまやっていたバンドがメタル系だったため、「テクニックを磨くにはヘビメタがいい」と思い、だんだんのめり込んでいった。
クラシック育ちだが、幼い頃は「偉大な昔の作曲家が作った音楽を、いわば『コピー』するわけでしょ。今ではそれはそれで素晴らしいことだなって思うんだけど、当時はそれがイヤだった」、「やるんだったら、自分で曲を書きたかった」と言っており、「曲といえるかどうかはわからないけど、ピアノを弾きながら音を譜面に書くっていうことは、小学校の低学年からしてましたね。初めてちゃんとした曲を作ったのは、18才か17才で自分のバンド（PINOCCHIO）を作った時。」と語っている。
ロックのカルチャー・ショックを受けてすぐに楽器が欲しくなったが、「なぜかわからないけど」アコースティック・ギターを購入。そしてコードをひとつふたつ覚えただけで弾かなくなり、その後「曲を聞いてもベースの音ばかり耳に入ってきてた」のでベースに興味を持つ。自分にいちばんフィットするものを探すため、ベースの他にもピアノやキーボード、トランペット等も試した。今では「ギターが体の一部っていうか、話すための道具みたいなもの」だと言っている。
初めてのバンドは、先輩に誘われてベースとして入ったバンド。しかし、何か納得いかない中でギターと再び出会い、「やっと巡り合えた」と感じ、ギターに転向。理論的にどの楽器がいちばん可能性があるかなどと考えていたが、結局は「手で触った感覚がギターがいちばんしっくりくる」という理由でギターを選んだ。
LUNA SEAでは、初めてツイン・ギターを体験する。LUNA SEAはSUGIZOもINORANも「リード」「リズム」の両方を互いにこなすが、SUGIZOの立ち位置はステージ上手側で、インディーズの頃の1曲以外すべてのギター・ソロをSUGIZOが担当している。クレジットされているギターとヴァイオリン以外にも、DTM、サンプリング、ベース、シタール、胡弓なども用いていた他、メンバー中最も多くの楽曲でコーラスを担当していた。X JAPANではHIDEが担当していたパートを担うようになったため、リードギターを担当している（立ち位置もHIDEと同じステージ上手側）。アームの使い方をあまり知らなかった為、INORANに教えてもらっていた。
アームやワーミー、（本人いわく「ブフャー・ギター」）、ディレイを多用する。最初に買ったエフェクターはディレイとディストーションで、その次にワーミー・ペダルを購入し、ワーミーに対する深い愛を持っている。
LUNA SEAを始めてから「クラシックを習っていて良かった」と思うようになった。しかし、クラシックの理論や知識があった為、作曲をするようになった頃は、それに縛られ、「音っていうのはこういうふうに重ねるものだから」と思い込み、それがかえって自分の発想の邪魔となり、作曲がうまくいかなかった。また、クラシックが基礎にあるミュージシャンにしてはめずらしく、「やりたいことは何でもやっちゃえ。音楽に法律はない」という考えを持っており、それは過去に「クラシックや様式美を拒否していたから」と語っている。同時に、「パンク、あんな下手なのは駄目だ」という考えも持っており、テクニックの研鑽にも力を入れた。
「凝り性で、完璧主義者」と自認するように、音楽性、サウンド面はもちろん、ライブ会場の設営にも細かく指示を出す。ライブ会場ではステージだけではなく、観客席のチェックもする。ライブのドキュメンタリー映像では度々スタッフと討論したり、時には衝突する映像も残っている。
自身が尊敬し影響を受けたミュージシャンとして挙げるのは、YMOと土屋昌巳、渡辺香津美、布袋寅泰、DEAD END、フランク・ザッパ、スティーブ・ヴァイ、ロバート・フリップ、ジミ・ヘンドリックス、マイルス・デイヴィス、ジョン・レノン、デヴィッド・ボウイ、ジャパン。ジャパンには特に影響を受けており、高校時代に真矢が「ドラムセットを買うならどんなのを買えばいい？」と相談してきた時、ジャパンのスティーヴ・ジャンセンと同じドラムセットを買うようにアドバイスしたり、ジャパンのトリビュートアルバムには2曲参加（内1曲は自身の初ボーカル曲）という程の思い入れである。
LUNA SEAの結成間もない頃にマイ・ブラッディ・ヴァレンタインのデビューアルバム『Isn't Anything』に衝撃を受けてからはバンドの音楽性にも影響を与え、ケヴィン・シールズのギターサウンドを憑りつかれた様に研究していたという。
真矢とは高校からの友人。お互いの第一印象は「タチが悪そう」（真矢はパンチパーマで、SUGIZOは目が隠れるほど長い前髪にパーマをかけていた）。ともに軽音楽部に所属していた。

### 趣味・趣向
自他共に認めるオタクであり、宇宙や考古学、ナチズム、天文学、スター・ウォーズ、スタートレック、生物学、エヴァンゲリオン、007、ガンダムなどに関心がある。
中学では、バレーボール部に在籍していた。
両胸〜両肩〜両腕〜両手手の甲にかけてタトゥーを施している。
デビュー当時からずっと愛用しているシルバーアクセサリーは『ゴッドサイズ』で、その頃からデザイナー・HIROSHIとは親交があり、全てオーダーメイドしている。
車好きであり、ミニクーパー、ロータス・エスプリなどを所有していた。若い頃はボンドカーとして有名なアストンマーティンに憧れており、「自分へのご褒美」として購入を考えていたが、現在では環境問題の観点から燃料電池自動車のトヨタ・MIRAIを所有している。
食生活ではグルテンフリーを心掛けており、また、肉食をほぼ避けている準菜食主義（セミ・ベジタリアン、フレキシタリアン）である。そのためヴィーガン料理を好んで食していることを公言している（X JAPAN ToshI スウィーツ KURENAI」（2015年6月27日配信回））。野菜を中心に、大豆製品（豆腐など）や卵を主に食べることが多い。
一方でラーメンが好物である。特に天下一品のこってりラーメンは30年来の好物と公言している。これが縁で後にCMに出演した。普段はストイックな食生活を心がけているため、天下一品に足を運ぶことは月に1・2回の御褒美であるという。本人曰く「グルテン無礼講」としている。天下一品のスープは野菜を多く使用していることもありSUGIZOの食の拘りに見合っている。そのため、体調が優れない時や元気をつけたい時にも店を訪れ、麺抜きのスープのみをオーダーすることがある。また真矢がプロデュースするラーメン店「天雷軒」にも足を運んでいる。
自身の公式YouTubeチャンネル「SugizoTube」で、天下一品や天雷軒、多数の飲食店での食レポ動画をアップロードすることもある。

### 社会活動
娘（名前はLuna）が生まれてからは（離婚後、妻と娘はアメリカに住んでおり、現在でもオフには娘に会いに行くという。）、環境問題に取り組むようになり、ソロ・ユニット活動と並行しながらイベントなどに多数出演している他、自身のブログなど、インターネット上で度々政治的発言を行うこともある。STOP ROKKASHOにも参加。
ミュージシャンが政治的行動を起こすことが日本では長年にわたり御法度とされていることについてSUGIZOは次のように持論を述べている。
そもそも音楽や芸術というのは、何百年も政治や社会のうねりと一緒にあったんです。アーティストが社会構築にかかわることはいたって自然なことで、その意識を作品に込めることは当たり前のことなんです。
そして彼は自分と違う考えの人間との共存を望み、昔ながらの慣習を変える必要性を説く。
自分とは主義や信仰が違うだけで、気持ちが一歩離れてしまう。そういう考えになってしまうのはとても残念です。主義が違ったって同じ趣味があれば意気投合できるし、信仰が違ったって愛し合うことはできる。自分との違いを攻撃の対象にするのはもう卒業しませんか。違いがあったって共存できると思うんです。
毛皮反対も公言している。ロックなアイテムであるための代替としてフルーツ等の皮を使用したヴィーガンレザーが理想だが未だ開発途上であり、SUGIZOプロデュースのファッションブランド「THE ONENESS」は食肉用動物の廃棄レザーを使用したエコレザーのアイテムを展開している。
自身のソロ活動においては、「アルバムが発売されれば収録されているシングルCDは必要無くなってしまう」という理由で、2009年以降シングルは全てデジタル配信で発表している。
2011年の福島第一原子力発電所事故発生以降は坂本龍一らと共に脱原発を訴えており、2014年には脱原発を争点にして都知事選に出馬した細川護熙と対談を行っている。
2014年に戦争をさせない1000人委員会が発足し、その呼びかけ人に名を連ねる。
2016年3月、シリア難民が暮らすヨルダンの「ザータリ難民キャンプ」「アズラク難民キャンプ」を訪問し、帰国後の6月20日「世界難民の日」に併せ、トーク・イベントやラジオ番組に出演した。ステージやテレビ番組出演時に使用するギターには「SAVE SYRIA」と書かれている。
2018年10月13日、ヨルダン川西岸のパレスチナ自治区ラマラで、日本企業とパレスチナのNGOの共催で行われた文化交流を促進するイベントに参加し、約45分間で7曲を演奏した。
元俳優で参議院議員の山本太郎が設立した政治団体「れいわ新選組」を支持している。
2021年10月9日、第49回衆議院議員総選挙を前にしたれいわ新選組の決起大会に駆け付け、「河野太郎、麻生太郎、なかなか素晴らしい〝太郎さん〟がいるが、僕は山本太郎を国会に送りたい。そして、れいわ新選組を躍進させたい。山本太郎さんを国会で躍進させたい。そのために何年も応援させてもらっている」と山本太郎代表にエールを送り、国民の声を聞いていないとして自民党政権の新型コロナウイルス対策を批判した。
2023年6月1日、EARTHDAY.ORGから日本のアースデイアンバサダーに任命された。

## 使用機材
- Electric Guitar

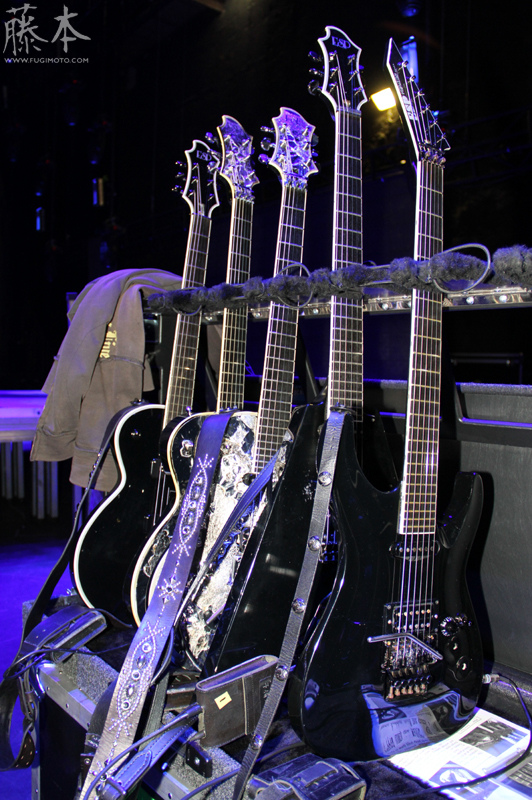
SUGIZOのギター, 2011年, X JAPANのコンサート

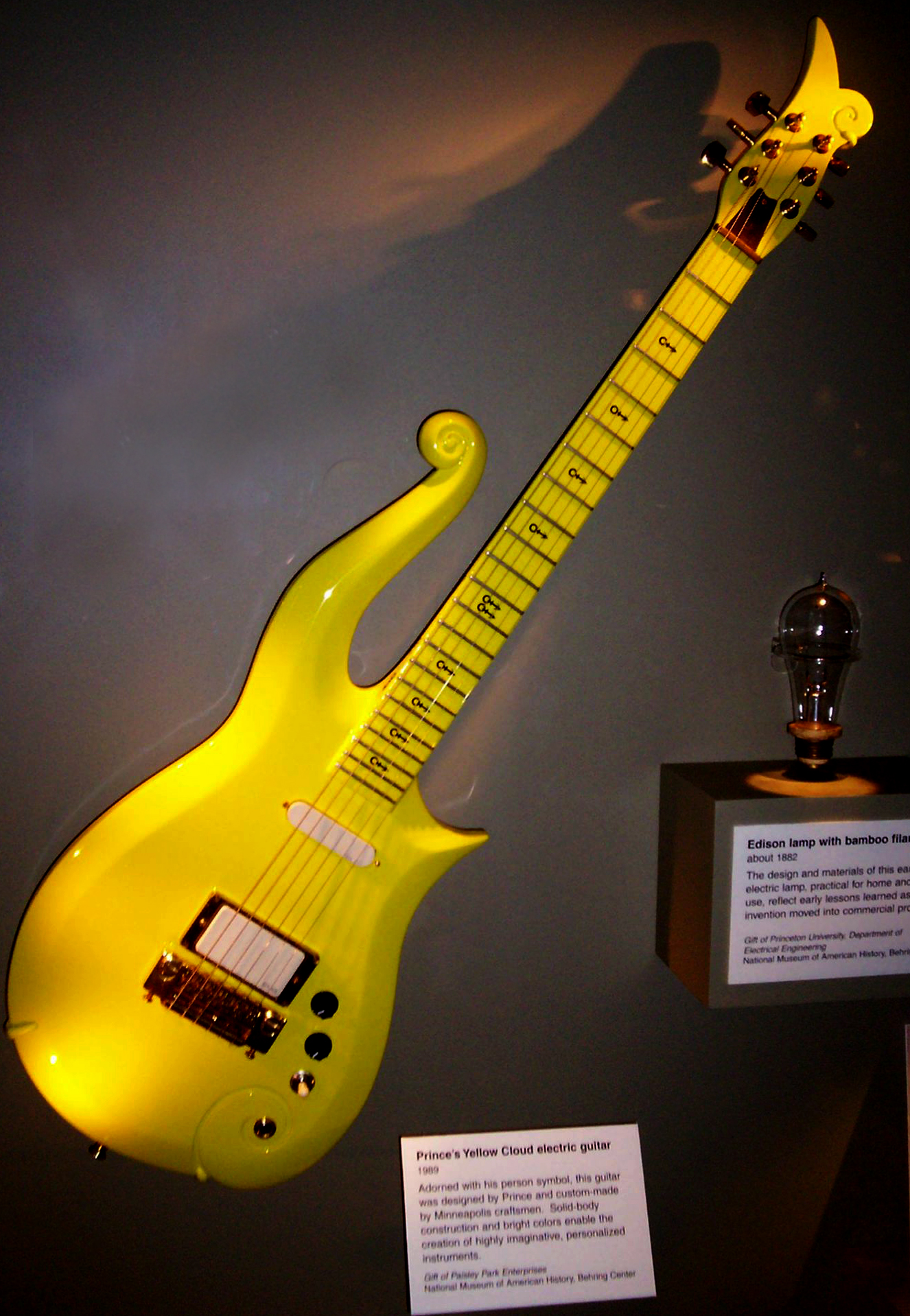
PRシリーズが模したプリンスのクラウドギター。SUGIZOはこのボディをベースにフレットレス、ダブルネック、トリプルネックなどの特注モデルを使用した

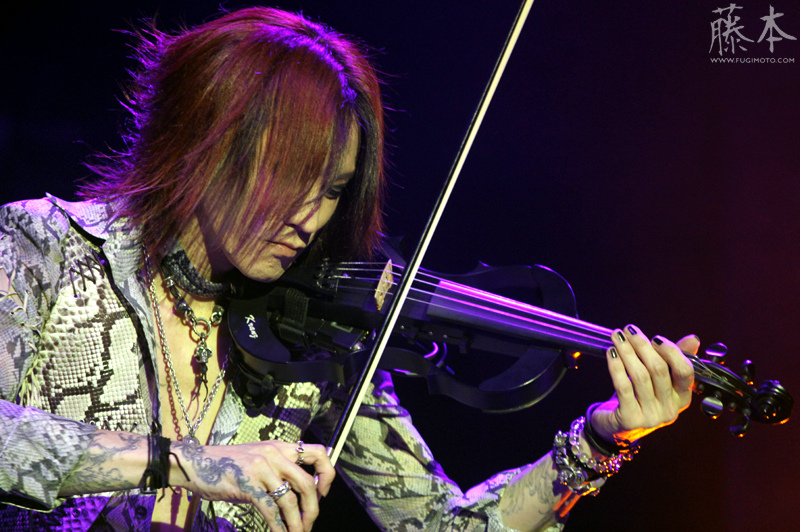
SUGIZOのESPヴァイオリン

  - ESP Custom-made Model（SUGIZOが高校2年生の時に初めてESPでオーダー・メイドしたギター。）
  - ESP HORIZON SUGIZO CUSTOM（HORIZON＝ディンキータイプ）
  - ESP HORIZON SUGIZO CUSTOM 2
  - ESP HORIZON SUGIZO CUSTOM 2 Fretless
  - ESP HR-III（HORIZON SUGIZO CUSTOMの3シングルコイル仕様）
  - ESP Horizon SGZ Custom QUILT（X JAPAN用　スルーネック、ピックアップはフロントは無し、センターにはシングル・サイズのハムバッカー、リアは通常のハムバッカー。ブリッジはフロイド・ローズ仕様）
  - ESP PR-I（PR=いわゆる『プリンスギター』と呼ばれる、プリンスの『クラウドギター』を模したモデルシリーズ）
  - ESP PR-II
  - ESP PR-III Fretless
  - ESP PR DOUBLENECK
  - ESP PR TRIPLENECK
  - ESP ECLIPSE S-I（ECLIPSE＝基本的にはレスポールタイプ、I＝3シングルコイル、フロイドローズブリッジ）
  - ESP ECLIPSE S-I Long Scale
  - ESP ECLIPSE S-I Long Scale Proto-type
  - ESP ECLIPSE S-I MIXED MEDIA（ミクストメディア）
  - ESP ECLIPSE S-I Super Long Scale Proto-type
  - ESP ECLIPSE S-I Chibi No.1
  - ESP ECLIPSE S-I Chibi No.2
  - ESP ECLIPSE S-I Semi-Chibi
  - ESP ECLIPSE S-II（II＝ハムバッカー搭載モデル。アルダーボディ）
  - ESP ECLIPSE S-II MIXED MEDIA（アルダーボディ）
  - ESP ECLIPSE S-II MIXED MEDIA（メイプルトップ+マホガニーバックのボディ、フロントピックアップをセンターの位置に配置）
  - ESP ECLIPSE S-II（同上）
  - ESP ECLIPSE S-II MIXED MEDIA（ノントレモロブリッジ）
  - ESP ECLIPSE S-III（III＝サスティナー搭載型）
  - ESP ECLIPSE S-III MIXED MEDIA
  - ESP ECLIPSE S-III MIXED MEDIA Long Scale Proto-type
  - ESP ECLIPSE S-III Fretless
  - ESP ECLIPSE S-IV（IV＝12弦ギター）
  - ESP ECLIPSE S-V（V＝P-90搭載モデル）
  - ESP ECLIPSE S-V MIXED MEDIA
  - ESP ECLIPSE S-V QUILT
  - ESP ECLIPSE S-VI（VI＝フェンダー・ベースVIをモチーフに製作された29インチスケールのギター）
  - ESP ECLIPSE S-VII Proto-type（VII＝7弦ギター、ノントレモロブリッジ）
  - ESP ECLIPSE S-VII（フロイド・ローズ搭載モデル）
  - ESP ECLIPSE S-VIII（VIII=シンクロナイズド・トレモロ搭載モデル、2シングルコイル+P90配列）
  - ESP ECLIPSE S-VIII MIXED MEDIA
  - ESP ECLIPSE R-I（R=ギブソン・RDモデル）
  - ESP ECLIPSE E-I（E=セミアコースティック/セミホローギター）
  - ESP ECLIPSE E-V
  - ESP ECLIPSE V-IX（V=フライングVモデル。以前はV-VIIIの名称だったが、フロントがアルニコV、センターがP-90に変更されて名称変更）
  - ESP ECLIPSE R-IX（以前はR-VIIIの名称だったが上記のV-IXと同様の改造を受け名称変更）
  - Seymour Duncan　DS-280－RV（ジャガータイプ）
  - NAVIGATOR　N-ST（ST=ストラトタイプ。3シングルコイル・モデル）
  - NAVIGATOR　N-ST（P-90搭載型）
  - Ibanez ESP Custom Model（アイバニーズのボディにESPのネックを組み合わせたモデル）
  - Fender STRATOCASTER
  - Fender STRATOCASTER KIKUMARU（土屋昌巳が一風堂時代にメインで使用していたギターをSUGIZOが譲り受けたもの）
  - Fender JAGUAR
  - Fender TELECASTER
  - Gibson Les Paul Custom
  - Rickenbacker 330
  - Epiphone CASINO JOHN LENNON SIGNATURE
  - STEINBERGER GM1T
  - STEINBERGER GL-4T
- Acoustic Guitar
  - Martin D-28
  - Gibson J-160E
  - Godin
  - Ovation Al DiMeola Signature
- Electric BASS
  - Fender JAZZ BASS
  - Wal
  - ESP HALIBUT
- Violin
  - Kranz Electric Violin BRILLIANT-MIXEDMEDIA- （木曾ヴァイオリン[注 2]特注）
  - Kranz Electric Violin 5弦（木曾ヴァイオリン）
  - DAVID GAGE RV-5 Pro Custom
  - Violin （Scarampella 1919年）
  - Codabow SUGIZO Signature Model "Ysaye"
- OTHERS
  - JERRY JONES SITAR（エレキ・シタール）
  - tueffel birdfish（トイフル・ギター）
  - tueffel tesla（トイフル・7弦ギター）

### 監修
- The Realist RVPeA SGZ（エレキ・ヴァイオリン）

2020年2月1日より、完全受注生産で販売。4弦または5弦、ActiveまたはPassiveで選択可能。SUGIZO直筆サイン入り証明書添付。

## LUNA SEA以外での活動
- SUGIZO & THE SPANK YOUR JUICE
- The FLARE（Vo.YUNA、G.SUGIZO）
- SHAG（SUGIZO -Guitar, Violin / K-Ta  -Vibraphone, Percussion, Mac / KenKen -Bass / ヨシウラケンジ -Percussion / 類家心平 -Trumpet /"SAK" -TurnTable, Mac）
- S.T.K (Sensual Technology Kooks)
- JUNO REACTOR（2006年より参加）
- S.K.I.N.
- X JAPAN（サポート後に正式加入）
- Violet UK（2011年2月より正式加入）
- THE LAST ROCKSTARS

また2001年には、映画『サウンドトラック』（監督/二階健）の音楽を担当するだけでなく、自ら主演するなど、様々な分野で活動を続けている。
その他出演作品には、ドラマ「演技者。/REDЯUM」（2002年10月〜11月OA、監督・脚本/二階健、主演/岡本健一、フジテレビ）、映画『ロックンロールミシン』（2002年、監督/行定勲、主演/池内博之）などがある。
2014年、舞台「海峡の光」 （2014年4月11日 - 29日　よみうり大手町ホール）の音楽を担当。
2015年（2017年公開）、映画「TOKYO DECIBELS」の音楽を担当し、出演（黒沢 役）もした。

## ディスコグラフィー

### ソロ作品

#### シングル

##### デジタル・シングル
| 発売日     | タイトル                                                | 収録アルバム                                                |
| ---------- | ------------------------------------------------------- | ----------------------------------------------------------- |
| 2009/12/16 | MESSIAH                                                 | FLOWER OF LIFE                                              |
| 2009/12/16 | TELL ME WHY YOU HIDE THE TRUTH?                         | FLOWER OF LIFE                                              |
| 2010/1/27  | FATIMA                                                  | FLOWER OF LIFE                                              |
| 2010/1/27  | DO-FUNK DANCE                                           | TREE OF LIFE                                                |
| 2010/2/24  | PRANA                                                   | FLOWER OF LIFE                                              |
| 2010/3/31  | Dear Spiritual Life                                     | TREE OF LIFE                                                |
| 2011/4/13  | NO MORE NUKES PLAY THE GUITAR                           | TREE OF LIFE                                                |
| 2011/4/13  | The EDGE                                                | FLOWER OF LIFE                                              |
| 2011/6/29  | MIRANDA feat. MaZDA                                     | TREE OF LIFE                                                |
| 2011/7/27  | NEO COSMOSCAPE Remix by SYSTEM 7                        | TREE OF LIFE                                                |
| 2011/8/15  | ENOLA GAY                                               | FLOWER OF LIFE                                              |
| 2011/9/11  | PRAY FOR MOTHER EARTH feat. TOSHINORI KONDO             | TREE OF LIFE                                                |
| 2012/8/29  | FINAL OF THE MESSIAH Remix by SYSTEM7                   | VESICA PISCES                                               |
| 2012/9/11  | SUPER LOVE 2012 feat. COLDFEET                          | アルバム未収録                                              |
| 2016/8/15  | LIFE ON MARS?                                           | 「音」(Premium Edition)                                     |
| 2016/9/30  | Lux Aeterna                                             | 「音」                                                      |
| 2016/10/31 | Raummusik                                               | 「音」                                                      |
| 2019/6/11  | めぐりあい feat. GLIM SPANKY                            | 機動戦士ガンダム 40th Anniversary Album ～BEYOND～          |
| 2019/6/18  | 水の星へ愛をこめて feat. コムアイ（水曜日のカンパネラ） | 機動戦士ガンダム 40th Anniversary Album ～BEYOND～          |
| 2019/6/25  | A Red Ray feat. miwa                                    | 機動戦士ガンダム 40th Anniversary Album ～BEYOND～          |
| 2019/8/13  | 光の涯 feat. アイナ・ジ・エンド(BiSH)                   | 機動戦士ガンダム 40th Anniversary Album ～BEYOND～/愛と調和 |
| 2020/5/18  | ENDLESS ～時を超えて～ feat. 大黒摩季                   | 愛と調和                                                    |

#### アルバム

##### オムニバス・アルバム
| 発売日     | アルバムタイトル                                   | 参加曲タイトル | 規格品番   | 備考 |
| ---------- | -------------------------------------------------- | --- | ---------- | --- |
| 1993/1/21  | DANCE 2 NOISE 004                                  | REVIVE | VICL-374   | ソロとしての初の作品。 |
| 1995       | Tribute to Auto-Mod 〜Flower in the Dark〜         | Smell Deathtopia |            | |
| 1996/9/4   | a tribute to JAPAN: Life in Tokyo                  | THE EXPERIENCE OF SWIMMING (Le Fou名義) QUIET LIFE | BVCR-764   | イギリスのロックバンド、ジャパンのトリビュートアルバム。 Le Fou名義の「THE EXPERIENCE OF SWIMMING」は、後にソロ名義で発表される「Le Fou」の原型となる。                                        |
| 1999/2/24  | ATOM KIDS REMIX〜21century boys and girls          | ふしぎなメルモ | WPC6-10008 | 前年にリリースされた手塚治虫の生誕70周年記念トリビュート・アルバムのリミックス盤。 チボ・マットが提供したトラックのリミックスをSUGIZOが担当。                                                  |
| 1999/6/23  | Q:Are we ANARCHIST?                                | 改革子供(REVOLUTION KIDS) | VICL-60366 | 日本のパンクシーンの先駆け的バンドアナーキーのトリビュート・アルバム。 土屋昌巳 featuring KOGA KAORI,SUGIZO&ミック・カーンとして参加。                                                         |
| 1999/8/11  | GRAND CROSS 1999                                   | LUNA-TICA 〜LIFE ON THE HILL MIX〜 REMIXED BY 4HERO Aquarius after the Le Fou | POCH-1717  | SUGIZO主催のレーベルCROSSより発売されたコンピレーションアルバム。 |
| 1999/11/3  | YMO-REMIXES TECHNOPOLIS 2000-01                    | PERSPECTIVE | VICL-60483 | YMOのリミックスアルバム。 |
| 2001/11/12 | Parallel Side of Soundtrack                        | TELL ME WHY? feat.LORI FINE | HDCA-10075 | |
| 2002/3/27  | mother earth I                                     | anna tumoru | DOCR-1001  | BSジャパンのヒーリング・ミュージック番組mother earthの企画によるコンピレーションアルバム。 |
| 2002/9/8   | TRIBUTE TO YMO                                     | 千のナイフ | IDCA-1018  | YMOのトリビュートアルバム。 |
| 2002/10/23 | SUGIZO compiles GLOBAL MUSIC I                     | Think of Cosmo（後に「COSMOSCAPE」と改題、リメイクされる） HANA-BIRA(SUGIZO feat. AYA名義) | DOCR-7001  | SUGIZOがナビゲートを担当したJ-WAVEの番組GLOBAL MUSIC MEETINGの企画によるコンピレーションアルバム。                                                                                             |
| 2009/12/9  | GUNDAM UNPLUGGED 〜アコギ de ガンダム A.C.2009〜   | ビギニング | SECL-20009 | 「機動戦士ガンダム」の楽曲をアコースティックギターによってインストゥルメンタルカヴァーしたコンピレーションアルバム。                                                                           |
| 2013/9/4   | DEAD END Tribute - SONG OF LUNATICS -              | Serafine |            | ギター参加 |
| 2015/4/22  | REQUEST                                            | バイク | VTZL-99    | 坂本真綾のトリビュート・アルバム。 |
| 2020/6/24  | 機動戦士ガンダム 40th Anniversary Album ～BEYOND～ | めぐりあい（SUGIZO feat.GLIM SPANKY名義） 水の星へ愛をこめて（SUGIZO feat.コムアイ（水曜日のカンパネラ）名義） A Red Ray（SUGIZO feat.miwa名義） 光の涯（SUGIZO feat.アイナ・ジ・エンド（BiSH）名義） EGO<SODv>（澤野弘之 feat.mizuki＆SUGIZO名義） ビギニング | SRML-1013  | SUGIZOは同アルバムの監修を担当。さらに『機動戦士ガンダム40周年プロジェクト』の総合音楽プロデューサーに就任し、『機動戦士ガンダム40周年プロジェクト』記念テーマ曲を制作・プロデュースしている。 |

#### DVD
| 発売日     | タイトル                                     | 規格品番                     | 備考 |
| ---------- | -------------------------------------------- | ---------------------------- | --- |
| 2002/2/22  | Soundtrack Side B                            | KSXD-24315                   | SUGIZOが主演・音楽監修を務めた映画「Soundtrack」の予告編、インタビュー等が収録されている。                                      |
| 2002/8/23  | Soundtrack                                   | KSXD-24344                   | SUGIZOが主演・音楽監修を務めた映画。                                                                                            |
| 2002/11/27 | A.D.2001 FINAL                               | HDBA-90006                   | ビデオ・クリップをはじめ、さまざまな映像をロード・ムーヴィー的にまとめた作品。SUGIZO ＆ THE SPANK YOUR JUICE名義。 オリコン86位 |
| 2005/1/11  | BRILLIANT DAYS                               | SCED-0011                    | PVとライブ映像を収録。SUGIZO ＆ THE SPANK YOUR JUICE名義。 FC通販限定流通                                                       |
| 2009/03/25 | RISE TO COSMIC DANCE                         | HUBD-10905                   | 2008年12月19日開催のソロ・ライヴを収録。豪華フォトブックレット付。 オリコン109位                                                |
| 2012/10/24 | STAIRWAY to The FLOWER OF LIFE               | FTMS-12                      | ソロツアー最終公演、12月22日Zepp Tokyoで行われたライヴをDVD化。                                                                 |
| 2017/04/26 | SUGIZO vs INORAN PRESENTS BEST BOUT〜L 2/5〜 | KIBM-611                     | 2016年6月9日、SUGIZOとINORANのソロ・プロジェクトの対バン・ライヴイベント『SUGIZO vs INORAN PRESENTS BEST BOUT〜L 2/5〜』を収録  |
| 2018/9/5   | Unity for Universal Truth                    | UIBZ-5082(DVD) UIXZ-4082(BD) | ソロ20周年LIVE（Zepp Tokyo）を、完全収録した映像作品                                                                            |

### Juno Reactor参加作品
| 発売日 | タイトル                         |
| ------ | -------------------------------- |
| 2008   | GODS & MONSTERS                  |
| 2013   | The Golden Sun Of The Great East |

### X JAPAN参加作品
| 規格             | 発売日     | タイトル        |
| ---------------- | ---------- | --------------- |
| デジタルシングル | 2011年6月  | JADE            |
| デジタルシングル | 2015年11月 | BORN TO BE FREE |
| アルバム         | 未定       | X JAPAN（仮）   |

### THE LAST ROCKSTARS参加作品
| 規格             | 発売日         | タイトル                       |
| ---------------- | -------------- | ------------------------------ |
| デジタルシングル | 2022年12月23日 | THE LAST ROCKSTARS (PARIS MIX) |
| デジタルシングル | 2023年8月4日   | PSYCHO LOVE                    |

### タイアップ一覧
| 使用年                        | 曲名                     | タイアップ                                                                     |
| ----------------------------- | ------------------------ | ------------------------------------------------------------------------------ |
| SUGIZO feat. bice             |                          |                                                                                |
| 2002年                        | Rest in Peace & Fly Away | ギャガ・コミュニケーションズ配給映画『Soundtrack』イメージソング               |
| SUGIZO & THE SPANK YOUR JUICE |                          |                                                                                |
| 2002年                        | SUPER LOVE               | テレビ朝日系『さまぁ〜ずと優香の怪しい××貸しちゃうのかよ!!』エンディングテーマ |
| 2003年                        | REMIND                   | テレビ東京系『たけしの誰でもピカソ』エンディングテーマ                         |

### 書籍
- A PRAYER I（1997年6月26日）
- A PRAYER II（1997年7月8日）
- Can I Fly?（1998年10月5日） - 「Aquarius after the Le Fou」を収録したCD-EXTRA付属
- ECTON x SUGIZO Rise to Heaven on Earth（2009年3月25日） ISBN 4-89976-233-X ※チャネリング本

## サポートミュージシャン・アーティストプロデュース
- ISSAY（1994年『FLOWERS』収録「朝まで待てない」）
- AUTO-MOD（1994年『AUTO-MOD LUNATIC ENSEMBLE - TRIBUTE TO AUTO-MOD 〜FLOWER IN THE DARK〜』収録「SMELL」「DEATHTOPIA」）
- media youth（1995年『Spirit』収録「CLIMAX」）
- 上領亘（1997年『鴉 Ⅱ-NIGHT PASS-』収録「Introduction」「NIGHT PASS」）
- GLAY（1998年『pure soul』収録「FRIED CHICKEN&BEER」）
- D.I.E.（1999年『Progressive』収録「FRENZIED ORCHID」）
- 中谷美紀（1999年「クロニック・ラヴ」「フロンティア」）
- 篠原ともえ（1999年『DEEP SOUND CHANNEL』収録「Voyage」）
- 坂本美雨（1999年『DAWN PINK』収録「INTERNAL」「the eighth colour」「eternal」、2002年「sleep away」）
- COLDFEET（1999年『FLAVORS』収録「MY TONGUE'S TOO BIG」）
- honeydip（2000年『Another Sunny Day』　※自身のレーベル「embryo」から送り出したバンド。）
- ビビアン・スー（2000年『Pretend Angel』収録「Ta Ta」「Devil's Tear」）
- ニコラス・ツェー（2001年『Jade Butterfly』収録「Today Is Your Birthday」「After Loss」）
- RED（2001年「SAGA」　※元LAZY KNACK香月優奈のソロプロジェクト。のちにThe FLAREを結成。）
- 清春（2004年『poetry』収録「MELANCHOLY」）
- D'espairsRay（2004年『BORN』収録「Marry of the blood」）
- Acid Black Cherry（2008年『BLACK LIST』収録「SPELL MAGIC」「scar」）
  - その他多数

## メディア出演

### CM・広告
- 天下一品『こってり一筋30年 SUGIZO篇』（2020年1月 - ）[32]

### テレビ番組
- マツコの知らない世界 新春SP（2023年1月3日、TBS）[33]
- 人志松本の酒のツマミになる話（2023年8月11日、フジテレビ）[34]

### 舞台
- 氷艶 hyoen 2025 -鏡紋の夜叉-（2025年7月5日 - 7日、横浜アリーナ）[35]